# レオニード・アバルキン
レオニード・イヴァノヴィチ・アバルキン（Леони́д Ива́нович Аба́лкин、Leonid Ivanovich Abalkin、1930年5月5日 - 2011年5月2日）は、ソビエト連邦およびロシアの経済学者、政治家。1989年ソ連副首相に就任し、経済改革を担当した。

## 人物
モスクワ出身。1952年、プレハーノフ記念モスクワ国民経済大学（現在のプレハーノフ記念ロシア経済アカデミー）を卒業する。卒業後、カリーニングラード州グーセフ市農業技術学校で教鞭を執るかたわら経済学の研究を続け、1958年にモスクワ経済大学大学院を修了する。1961年に助手となり、助教授を経て1966年にプレハーノフ記念モスクワ国民経済大学政治経済学部長に就任する。
1976年から1985年までソ連共産党中央委員会付属社会科学アカデミー刑事経済学部長兼教授。
1985年、ソ連科学アカデミー経済研究所所長に就任する。 1984年、член-коppеспондент。1987年12月23日にソ連科学アカデミー会員となり、1988年から1990年までソ連科学アカデミー幹部会員。1986年から1989年までソ連科学アカデミー経済研究所所長を務め、間をおいて1991年に同所長に復帰、ソビエト連邦の崩壊後はロシア科学アカデミー内の研究機関に改組された同研究所長を2005年まで務めた。
1989年7月、ミハイル・ゴルバチョフソビエト共産党書記長の政権にてソ連副首相（経済改革担当）に就任。1990年にはソビエト共産党中央委員にも選出された。ニコライ・ルイシコフソ連閣僚会議議長（首相）とともに経済改革に当たったが、「500日計画」には頭越しに作成されたこともあって反対した。
1994年にはロシア連邦政府顧問に就任。国際コンドラチェフ財団総裁 International N. D. Kondratiev Foundationを務め、モスクワ大学社会経済問題研究所首席議長も務めた。
2011年5月2日に死去。80歳没。

## 著書
- ペレストロイカの政治哲学-加速化（ロシア語版）への道の選択（訳：岡田進、1988年3月、日ソ図書）
- ソ連経済を救う12の処方箋（訳：岡田進、1991年4月、大月書店）
- 失われたチャンス-ソ連副首相としての一年半（訳：岡田進、1992年12月）